# علي رضا سليمي
علي رضا سليمي (1 يناير 1983 بيزد في إيران - ) هو لاعب كرة قدم إيراني في مركز حراسة المرمى. لعب مع نادي تربيت بدني يزد ونادي فولاد خوزستان.

## وصلات خارجية
- علي رضا سليمي على موقع قاعدة بيانات كرة القدم.إي يو (الإنجليزية)